# Miccia

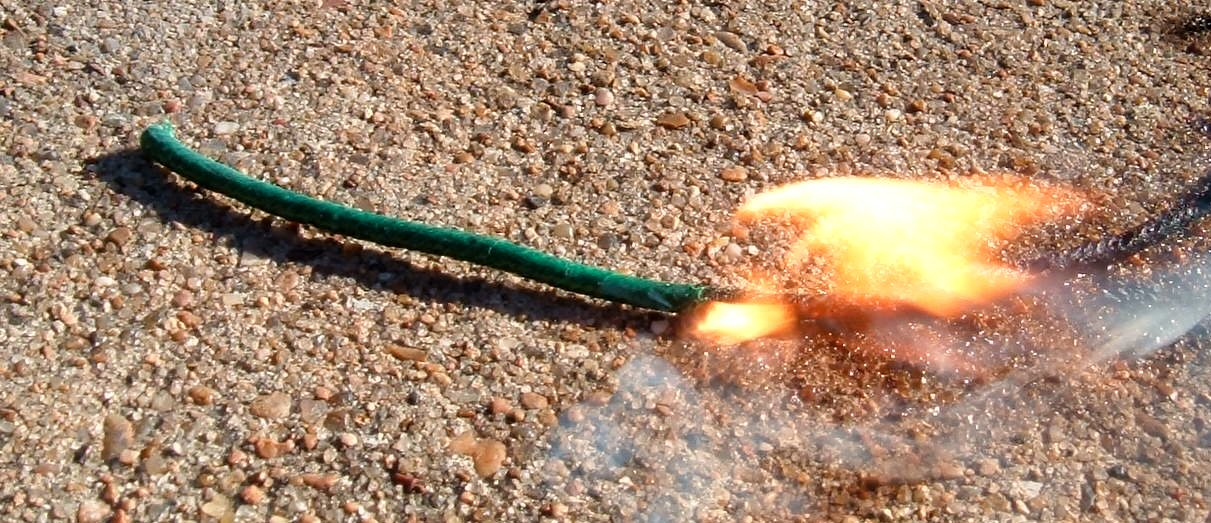
Una miccia accesa

Una miccia è un cordoncino infiammabile utilizzato per l'innesco di materiale esplodente a distanza. Negli esplosivi, in pirotecnica o nel munizionamento, indica la parte del dispositivo che innesca lo stesso.

## Storia
La forma più semplice di miccia è datata X secolo, in Cina. Consisteva in un foglio di carta riempito di polvere nera, e usato come accensione ritardata per i fuochi d'artificio. Ancora oggi la si trova in pirotecnica. Una variante è il visco fuse, consistente in una miccia ricoperta di lacca o cera. La variante commerciale e militare come safety fuse fu inventata da William Bickford; un tubo in tessuto riempito con combustibile e avvolto esternamente per prevenire accensioni accelerate. Micce di sicurezza sono usate per detonazioni di esplosivi attraverso l'uso di blasting cap.

## Tipi

### Miccia a lenta combustione
Detta anche Black match è un tipo di miccia consistente principalmente in una corda, generalmente di cotone e di diametro che va dai 5 ai 7 mm, rivestita con sostanze che la rendono impermeabile e con un'anima di polvere nera molto sottile. Generalmente la velocità di combustione non supera la velocità di 80 cm al minuto, ma può variare di molto a seconda della costituzione. Fu usata per innesco degli antichi cannoni. Usata oggi in pirotecnica.
Essa serve principalmente per innescare i detonatori ordinari o a miccia e contestualmente a dare un ritardo di sicurezza per permettere all'operatore di allontanarsi dal sito di esplosione e mettersi al coperto; la miccia a lenta combustione contiene polvere nera flemmatizzata, un processo chimico che consente di ridurre la velocità di combustione della polvere nera entro un range di tempo specifico, circa 120 secondi al metro lineare di miccia, questo consente di calcolare tempi e modi di allontanamento dai siti di esplosione entro margini sicurezza ampi e standard.
La miccia a lenta combustione ha tuttavia una grave limitazione: impiegando la polvere nera infatti si deve tenere presente che risente dell'umidità e oltre un certo valore di assorbimento diventa inerte e quindi inimpiegabile.

### Miccia detonante
Una miccia detonante è una corda con un'anima riempita, anziché con polvere nera, con un esplosivo detonante. Vengono utilizzate dove, ad esempio, si richiede la detonazione di più cariche quasi contemporaneamente. L'esplosivo utilizzato in questa miccia è quasi sempre la pentrite, con una velocità di detonazione intorno ai 6300 m/s. Poteva servire a far saltare i ponti, sia stradali che ferroviari, se questa veniva arrotolata sui piloni di sostegno. L'Esercito Italiano, che ne aveva depositate nelle polveriere diverse quantità, aveva ipotizzato proprio quest'uso, nella previsione di un'invasione durante la Guerra fredda. La miccia detonante contiene un esplosivo secondario ad alta velocità di detonazione. Una volta erano impiegati il tritolo o l'acido picrico, ormai sostituiti dalla pentrite che assicura una velocità di detonazione di 8000 m/s circa.
La miccia detonante viene fatta esplodere con un detonatore, a sua volta attivato elettricamente o con miccia lenta. Essa serve per far esplodere contemporaneamente più cariche esplosive distanti una dall'altra. Non va confusa con la miccia istantanea o a rapida combustione, usata allo stesso scopo, che è una normale miccia a base di polvere nera non flemmatizzata che brucia però con una velocità di 50–100 m/s. e trovava impiego esclusivamente in campo militare.

### Miccia rapida o passafuoco
Un tipo a polvere nera, che brucia molto velocemente, alcune decine di metri al secondo. Consiste in una miccia di polvere nera avvolta con carta. Quando accesa, la fiamma si propaga velocemente, per la carta, dato i gas caldi prodotti dalla polvere nera in combustione. La miccia rapida è usata in ambito professionale pirotecnico per accendere diversi dispositivi, fisicamente separati, contemporaneamente. Dispositivi che devono accendersi in sequenza possono essere fatti partire da una singola miccia master, consistente in una rapida suddivise su miccia visco di varie lunghezze, con vari tempi di ritardo.

### Miccia visco
Ha un nucleo di polvere nera con uno o più strati di tessuto. Gli strati esterni possono essere ricoperti di cera o lacca di nitrocellulosa per impermeabilizzazione. Queste micce sono usate ampiamente in pirotecnica data la loro uniformità nella combustione, con una leggera fiamma visibile. In funzione del trattamento esterno, possono essere resistenti all'acqua e le migliori qualità possono bruciare sott'acqua una volta accese, data la presenza di combustibile e comburente nella polvere nera.

### Miccia di sicurezza
Consiste in un nucleo di polvere nera in un tubo di tessuto, ricoperto con materiali bituminosi o altri materiali impermeabili, e con un altro rivestimento esterno di tessuto o plastica. Sono fatte con un diametro standard, progettate per essere crimpate dentro le blasting cap. Una volta accese, le safety fuse possono bruciare sott'acqua, senza alcuna fiamma esterna che potrebbe far detonare altri gas o materiali presenti in miniere o ambienti industriali. Le micce di sicurezza sono costruite con specifici tempi di combustione: per esempio 30 cm per 60 secondi. I costruttori avvisano che i prodotti sono conformi alle specifiche, ma micce di sicurezza sono soggette a variazioni dovute agli ambienti di utilizzo; vanno usate con adeguati coefficienti di sicurezza.

### Igniter Safety Fuse Electric (ISFE)
Accende una miccia principale quando attivata da corrente elettrica. Consiste tipicamente in un paio di fili che si scaldano al passaggio di una corrente elettrica. Questa resistenza elettrica è ricoperta di composti pirotecnici che si innescano dal calore del filo, causando l'accensione della miccia principale connessa direttamente al dispositivo da accendere. Grandi fuochi artificiali s'innescano in sequenze date da un computer che accende diverse ISFE che a loro volta innescano micce.

### Flying fish
Miccia (bumblebees) di tipo speciale per pirotecnica. Simile alla visco fuse, ma contiene composti metallici che scintillano durante la combustione. Flying fish possono creare effetti speciali in pirotecnica.

### Spoletta
La spoletta è un dispositivo ad accensione ritardata, un tubo di legno o carta riempito di polvere nera. Una spoletta incollata all'esterno di un razzo per fuochi artificiali, si accende al momento dell'innesco del razzo per il volo. La spoletta, dopo un ritardo calcolato per permettere al razzo di arrivare in quota, innesca i fuochi principali. La costruzione in legno assicura l'adeguata robustezza per resistere alle accelerazioni del volo.

### Saucisson
È un tipo primitivo di miccia. Dal francese saucisson (salsiccia), consiste in un tubo lungo, di tessuto o pelle, tipicamente di un 35-40 mm di diametro, sigillato con resina e riempito con polvere nera. Normalmente messo in un legno protettivo, e accesa con una torcia o una slow match. I saucisson furono usati per accendere Fugas, petardi, mine e camouflet. Più tardi, nei primi anni del XX secolo in gergo tecnico, una saucisson era una custodia flessibile usata per esplosivi.

## Accendi-miccia
Gli accendi-miccia, usati in campo civile o dai pirotecnici per l'accensione dei fuochi d'artificio, sono dei normali spezzoni di miccia a lentissima combustione (600 secondi per metro lineare), che emettono un forte dardo di fiamma e consentono di accendere più micce lente, una dopo l'altra e in condizioni meteorologiche avverse.